# Gondim
Gondim ist eine ehemalige Gemeinde der Stadt Maia im Norden Portugals.

## Verwaltung
Gondim war eine Gemeinde (Freguesia) im Kreis (Concelho) von Maia, im Distrikt Porto. Am 30. Juni 2011 hatte die Gemeinde 2197 Einwohner auf einer Fläche von 1,4 km².
Im Zuge der administrativen Neuordnung 2013 in Portugal wurde die Gemeinde Gondim mit den Gemeinden Santa Maria de Avioso, São Pedro de Avioso, Gemunde und Barca am 29. September 2013 zur neuen Gemeinde Castêlo de Maia zusammengeschlossen.

## Söhne und Töchter
- José Maria Rodrigues (1857–1942), Romanist und Lusitanist